# Sinăuții de Sus, Adâncata
Sinăuții de Sus (în ucraineană Верхні Синівці, transliterat: Verhni Sînivți, în rusă Верхние Синовцы, transliterat: Verhnie Sinovțî și în germană Ober Synoutz) este un sat reședință de comună în raionul Adâncata din regiunea Cernăuți (Ucraina). Are 479 locuitori, preponderent români.
Satul este situat la o altitudine de 321 metri, în partea de sud-est a raionului Adâncata, în apropierea frontierei cu România. De această comună depinde administrativ satul Sinăuții de Jos.

## Istorie
Localitatea Sinăuții de Sus a făcut parte încă de la înființare din regiunea istorică Bucovina a Principatului Moldovei. După anexarea Bucovinei de către Imperiul Habsburgic în anul 1775, localitatea Sinăuții de Sus a făcut parte din Ducatul Bucovinei, guvernat de către austrieci, făcând parte din districtul Siret (în germană Sereth).  
După Unirea Bucovinei cu România la 28 noiembrie 1918, satul Sinăuții de Sus a făcut parte din componența României, în Plasa Siretului a județului Rădăuți. Pe atunci, majoritatea populației era formată din români.
Ca urmare a Pactului Ribbentrop-Molotov (1939), Bucovina de Nord a fost anexată de către URSS la 28 iunie 1940. Bucovina de Nord a reintrat în componența României în perioada 1941-1944, fiind reocupată de către URSS în anul 1944 și integrată în componența RSS Ucrainene. 
Începând din anul 1991, satul Sinăuții de Sus face parte din raionul Adâncata al regiunii Cernăuți din cadrul Ucrainei independente. La recensământul din 1989, numărul locuitorilor care s-au declarat români plus moldoveni era de 422 (420+2), reprezentând 97,69% din populația localității . În prezent, satul are 479 locuitori, preponderent români.

## Demografie
Componența lingvistică a localității Sinăuții de Sus
     Română (94,36%)
     Ucraineană (5,64%)
Conform recensământului din 2001, majoritatea populației localității Sinăuții de Sus era vorbitoare de română (94,36%), existând în minoritate și vorbitori de ucraineană (5,64%).
1989: 432 (recensământ)
2007: 479 (estimare)

## Recensământul din 1930
Componența etnică a comunei Sinăuții de Sus (județul Rădăuți)
     Români (84,28%)
     Germani (0,4%)
     Polonezi (1,05%)
     Ruteni (2,73%)
     Ruși (8,6%)
     Evrei (2,94%)
Componența confesională a comunei Sinăuții de Sus
     Ortodocși (94,55%)
     Greco-catolici (0,84%)
     Romano-catolici (1,67%)
     Mozaici (2,94%)
Conform recensământului efectuat în 1930, populația comunei Sinăuții de Sus se ridica la 477 locuitori. Majoritatea locuitorilor erau români (84,28%), cu o minoritate de germani (0,4%), una de ruteni (2,73%), una de polonezi (1,05%), una de evrei (2,94%) și una de ruși (8,6%). Din punct de vedere confesional, majoritatea locuitorilor erau ortodocși (94,55%), dar existau și romano-catolici (1,67%), greco-catolici (0,84%) și mozaici (2,94%).

## Obiective turistice
- Biserica de lemn cu hramul "Înălțarea Sfintei Cruci" - construită în perioada 1786-1790 [4]